# Ихилов, Михаил Мататович
Михаи́л Мата́тович Ихи́лов (7 ноября 1917, Куба — 1998) — советский историк, этнограф, кавказовед.

## Биография
Родился 7 ноября 1917 года в городе Куба (современный Азербайджан) в семье горских евреев. Детство и молодость его прошли в городе Дербент в Дагестане.
Окончил исторический факультет педагогического института. Участник Великой Отечественной войны — закончив артиллерийское училище, воевал в Прибалтике и на Ленинградском фронте. Несколько раз был тяжело ранен.
После войны стал заниматься историей и этнографией. Работал в Институте истории, языка и литературы Дагестанского филиала АН СССР. Окончил аспирантуру в московском Институте этнографии АН СССР. В 1949 году защитил кандидатскую диссертацию, посвящённую истории, культуре и быту горских евреев.
Кроме иврита, русского и азербайджанского языков, Ихилов прекрасно владел и лезгинским языком.

## Научная деятельность
Основные его работы посвящены истории Дербента, истории горских евреев и этнографии народов Дагестана.
Участвовал в экспедициях по изучению этнографии народов Дагестана, в ходе которых собирал полевой материал. Объездил лезгинские села Азербайджана, собирая материалы о кубинских лезгинах.
В 1957 году в «Учёных записках ИИЯЛ Дагестанского филиала АН СССР» вышла его научная статья «Кубинские лезгины», а через некоторое время — и одноимённая книга. Его статьи о горских евреях вошли во всесоюзные сборники «Народы Кавказа» и «Народы СССР».